# 奥列格·尤里耶维奇·列昂诺夫
奥列格·尤里耶维奇·列昂诺夫（俄语：Олег Юрьевич Леонов，羅馬化：Oleg Yur'yevich Leonov，1970年9月10日—）是俄罗斯公众和政治人物、救援人员、丽莎警报协调员、全俄人民阵线成员。自2021年起他成为新人党党员并成为第8届国家杜马议员。

## 生平
奥列格·列昂诺夫于1970年出生于莫斯科。1992年，他毕业于莫斯科国立汽车公路大学，并继续在莫斯科国立大学进修，直至2000年毕业。他曾在PJSC VimpelCom（品牌名Beeline）、移动电信、Komstar担任销售总监。
2021年，列昂诺夫以独立人士身份竞选莫斯科中部选区杜马议员。虽然如此，他在竞选过程中被认为是亲政府候选人，且得到索比亚宁的资金支持。根据电子投票结果，他击败了主要竞争对手谢尔盖·米特罗欣获胜。在竞选期间，俄罗斯共产党国家杜马议员尼娜·奥斯塔宁娜在法庭上要求取消莱昂诺夫的资格，声称选民被贿赂，但法院没有答应她的诉求。
2021年10月12日他以独立人士加入新人党派系。

## 制裁
2022年，他与其他国家杜马议员因俄乌战争一起被列入欧盟、英国、美国等国的制裁名单。